# Szemat
Szemat (sm3.t; „A társ”; a név olvasata bizonytalan) ókori egyiptomi királyné volt az I. dinasztia idején, Den egyik felesége. Férje közelében temették el Abüdoszban.
Életéről keveset tudni. Egy sztéléje maradt fenn Den abüdoszi sírja közelében, ezen a következő címeket viseli:
| G5 | U1 |

| G5 | U1 |

| E21 · D36 |

| E21 · D36 |

Mindkét címet ókori egyiptomi királynék viselték. Szemat nem az egyetlen királyné, akinek sztéléjét megtalálták Den sírja közelében; rajta kívül Szesemetka és Szerethór ismert. Szemat sztéléje a második világháborúig a berlini Egyiptomi Múzeumban volt; a háborúban elpusztult.

## Fordítás
- Ez a szócikk részben vagy egészben  a   Semat című angol Wikipédia-szócikk ezen változatának fordításán alapul.  Az eredeti cikk szerkesztőit annak laptörténete sorolja fel. Ez a jelzés csupán a megfogalmazás eredetét és a szerzői jogokat jelzi, nem szolgál a cikkben szereplő információk forrásmegjelöléseként.

## Külső hivatkozások
- Francesco Raffaele: Queen Semat Archiválva 2008. március 28-i dátummal a Wayback Machine-ben (English)
- List of tombs at Abydos Archiválva 2016. szeptember 24-i dátummal a Wayback Machine-ben